# Renealmia vallensis
Renealmia vallensis är en enhjärtbladig växtart som beskrevs av Paulus Johannes Maria Maas. Renealmia vallensis ingår i släktet Renealmia och familjen Zingiberaceae.
Artens utbredningsområde är Colombia. Inga underarter finns listade i Catalogue of Life.